# G20 del 2015
Il G20 del 2015 è stato il decimo meeting del Gruppo dei Venti (G20). Si è tenuto il 15 e 16 novembre 2015 al Regnum Carya Hotel Convention Centre di Adalia, in Turchia. È stato il primo vertice del G20 ospitato dalla Turchia. La riunione è stata guidata dal Presidente turco Recep Tayyip Erdoğan.

## Risultati

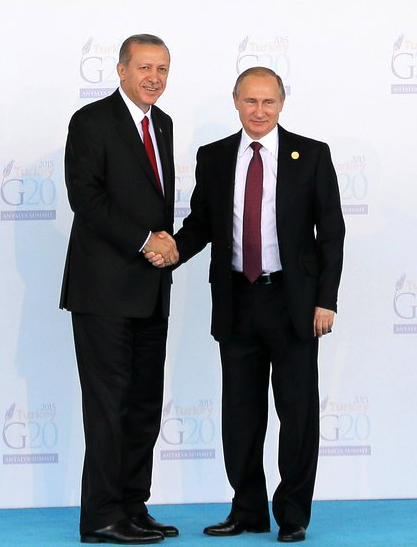
Recep Tayyip Erdoğan accoglie Vladimir Putin

Il vertice si concentrò prevalentemente sulle questioni politiche piuttosto che su quelle economiche a causa del recente  attentato terroristico di Parigi, in cui furono uccise 132 persone. Ciò portò i leader del G20 a decidere di cambiare il format e l'agenda del vertice.
Oltre al già previsto comunicato, le parti adottarono quindi una dichiarazione aggiuntiva sul contrasto al terrorismo. La dichiarazione congiunta che esprimeva la più seria condanna per gli atroci attentati terroristici di Parigi il 13 novembre e di Ankara il 10 ottobre, definiti inaccettabili insulti a tutta l'umanità. Il documento dichiarava la lotta al terrorismo, anche attraverso la solidarietà e la cooperazione internazionale, come priorità assoluta di tutti i Paesi, oltre ad esprimere le più sentite condoglianze per tutte le vittime. I leader espressero l'intenzione di combattere il terrorismo in tutte le sue forme, incluse delle misure per resistere al terrorismo economico.
Nel vertice furono discussi anche altri temi, inclusi i metodi per stimolare la crescita economica mondiale.

## Partecipanti

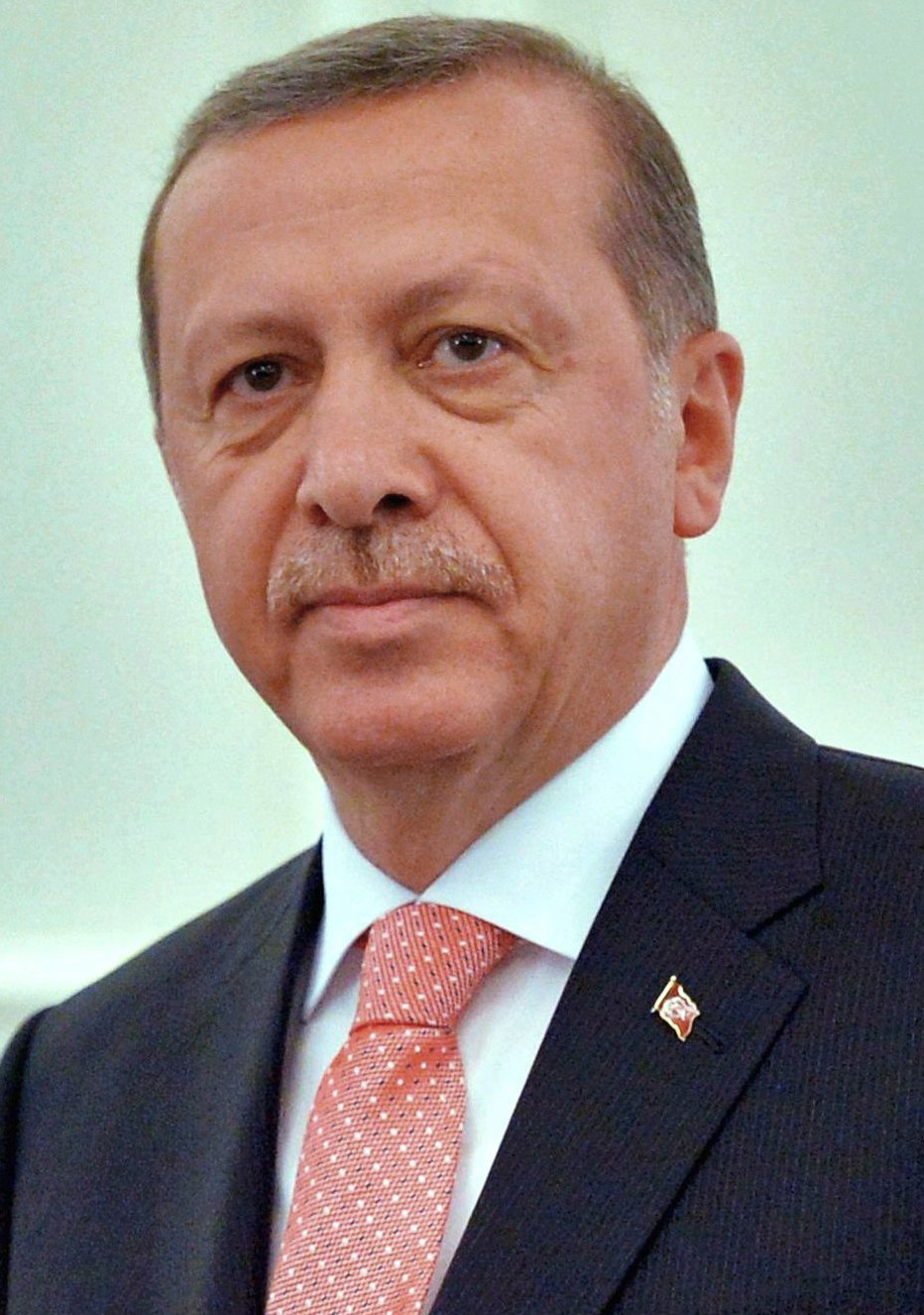
TUR Recep Tayyip Erdoğan, Presidente
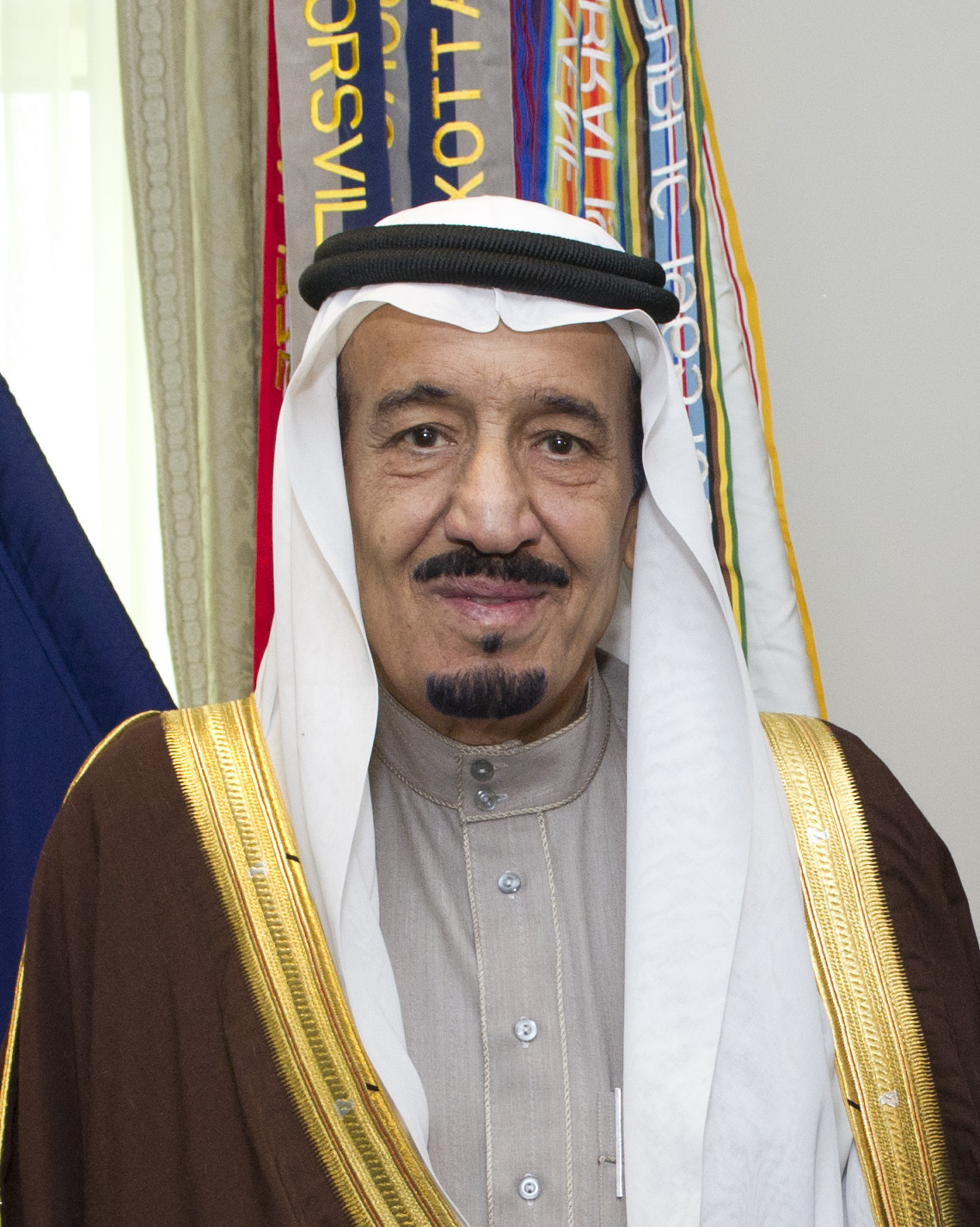
SAU Salman, Re
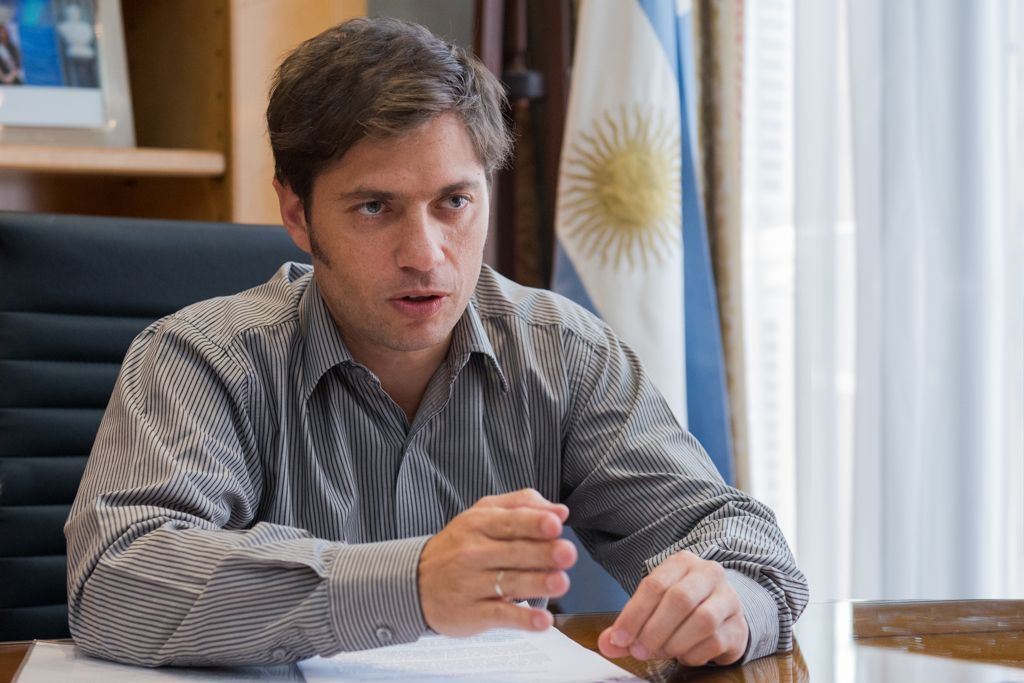
ARG Axel Kicillof, Ministro dell'economia
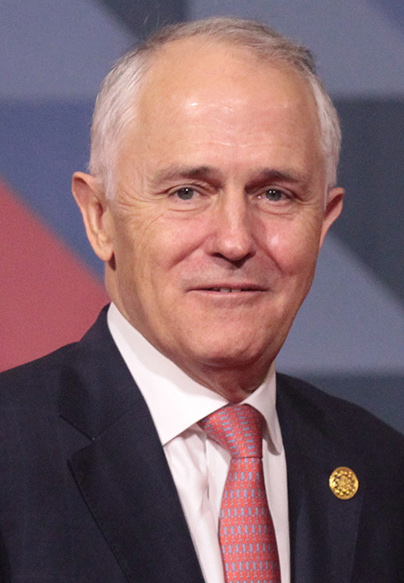
AUS Malcolm Turnbull, Primo ministro
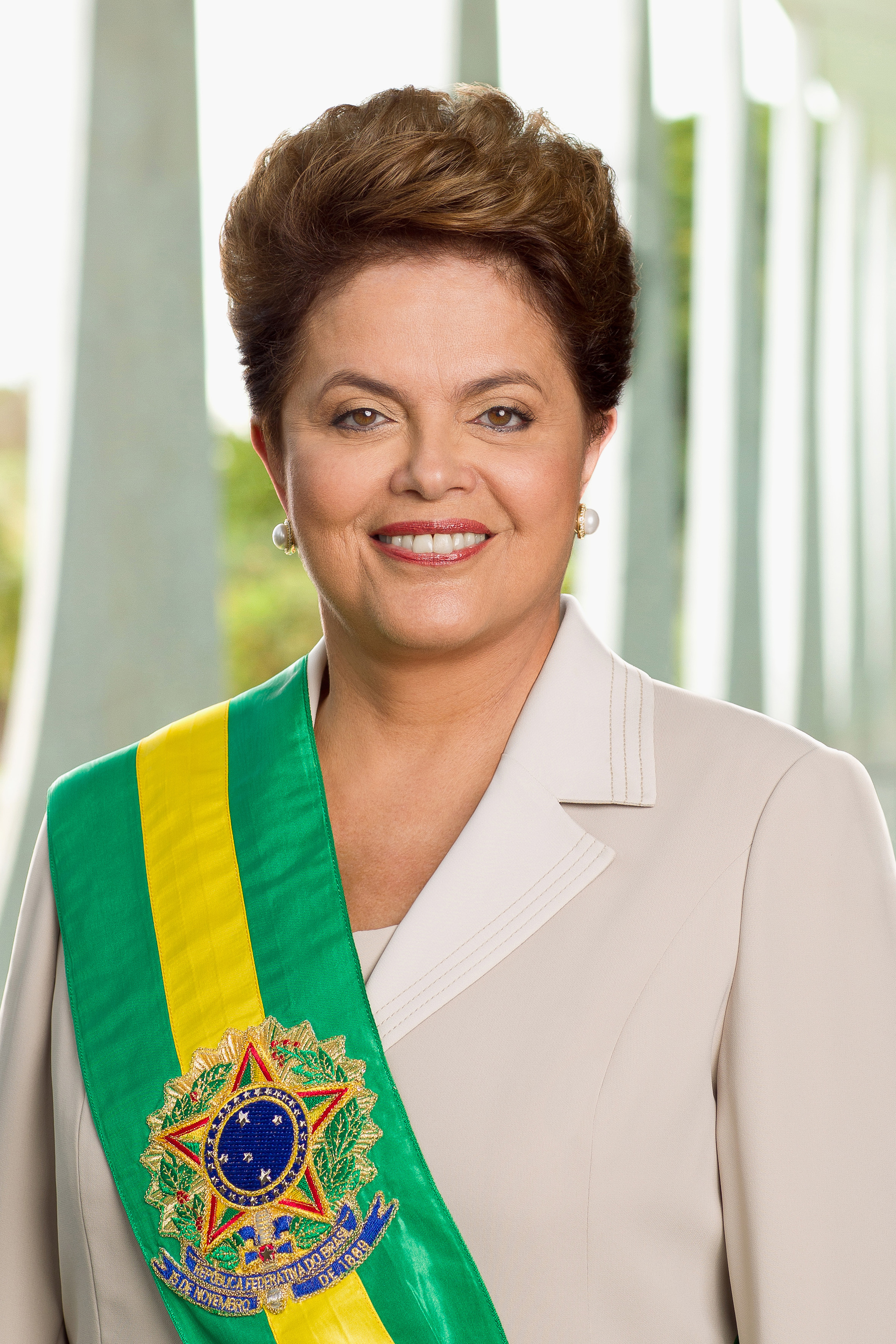
BRA Dilma Rousseff, Presidente
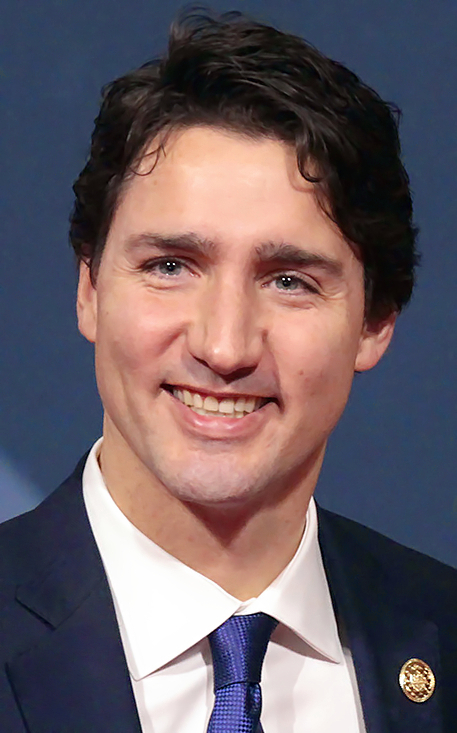
CAN Justin Trudeau, Primo ministro
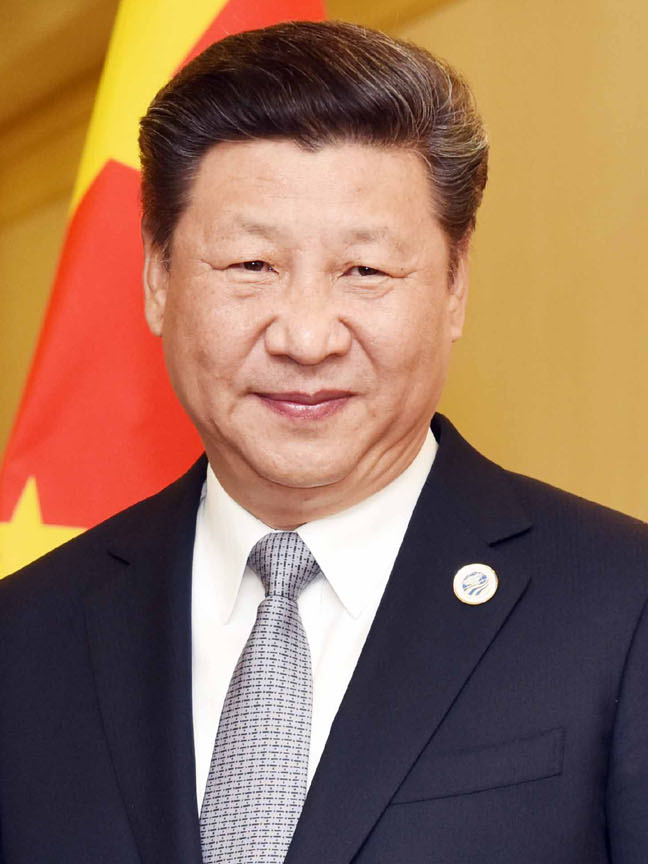
CHN Xi Jinping, Presidente
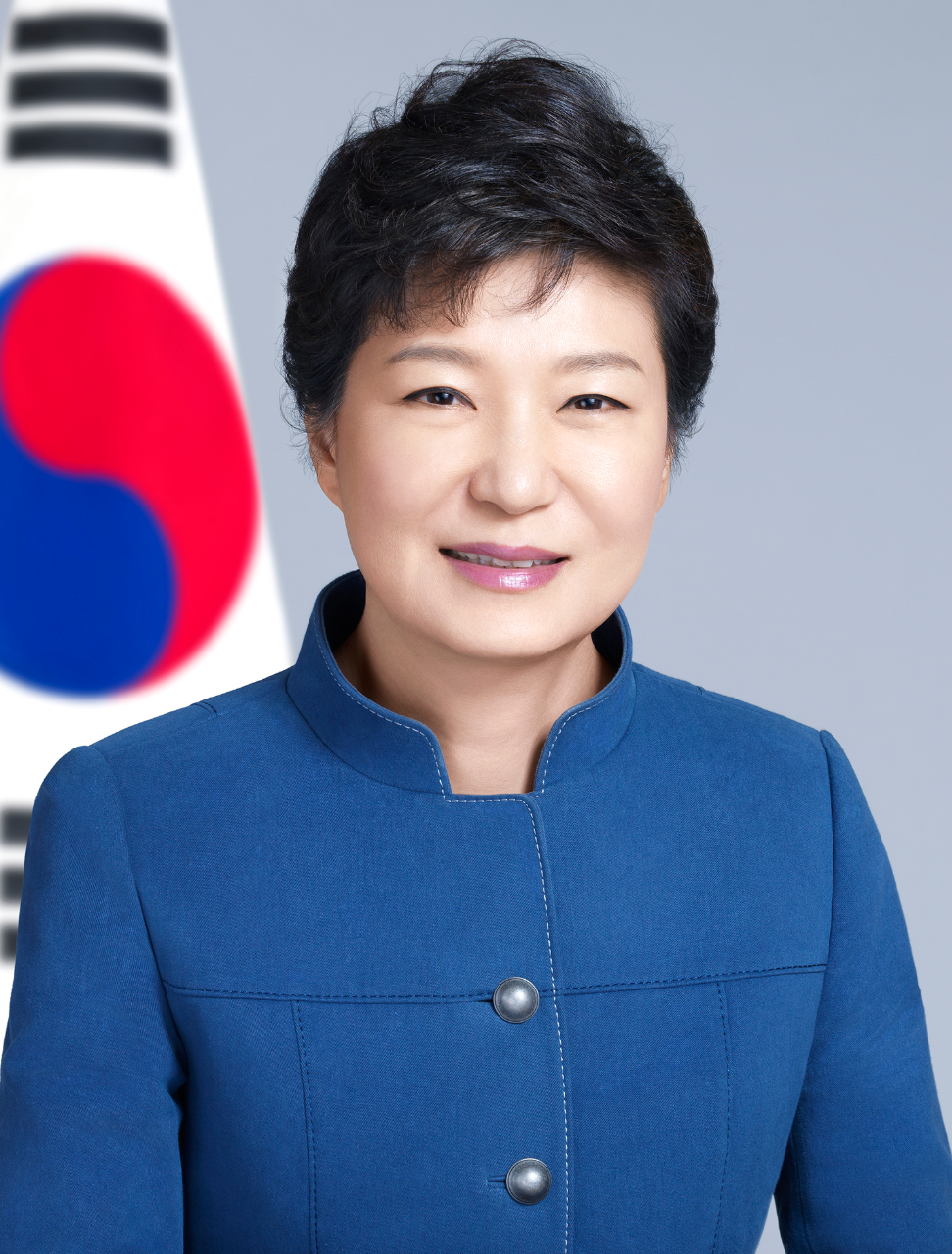
KOR Park Geun-hye, Presidente
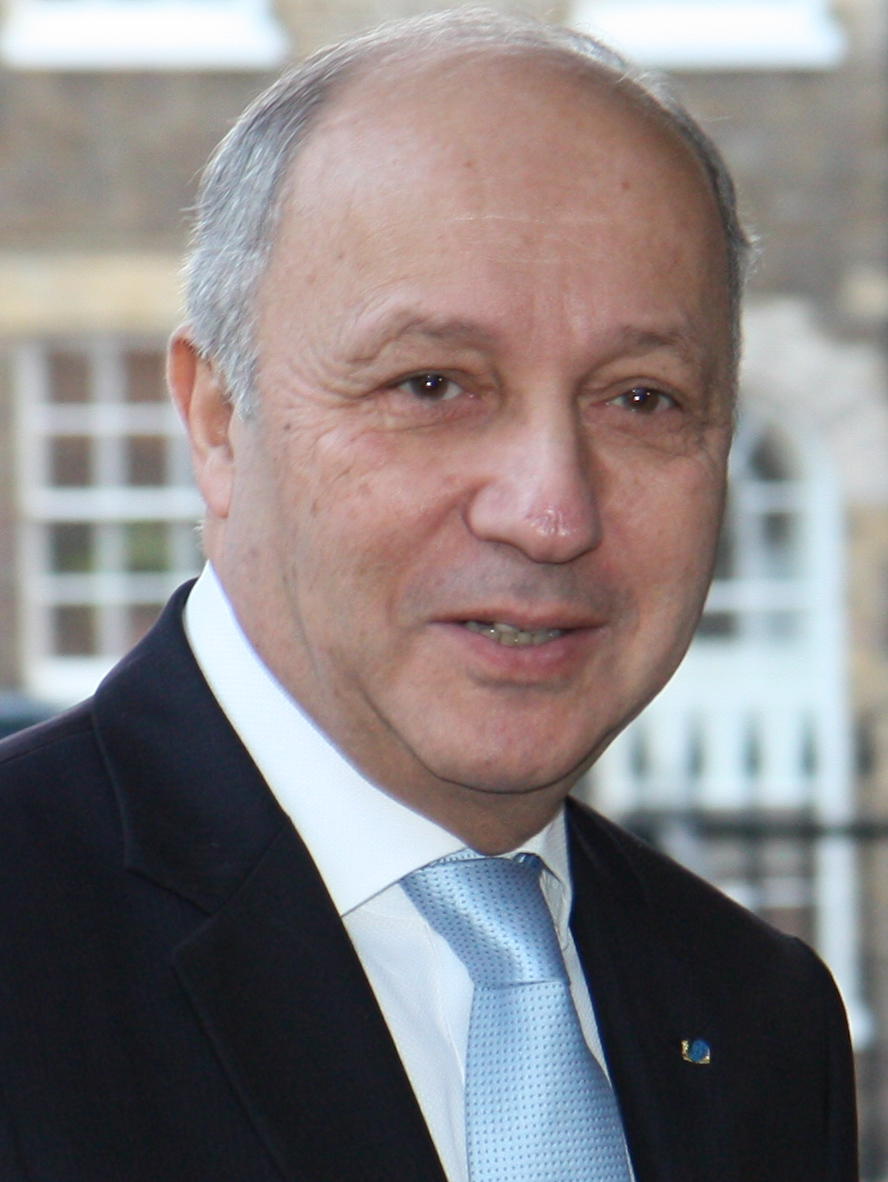
FRA Laurent Fabius, Ministro degli esteri
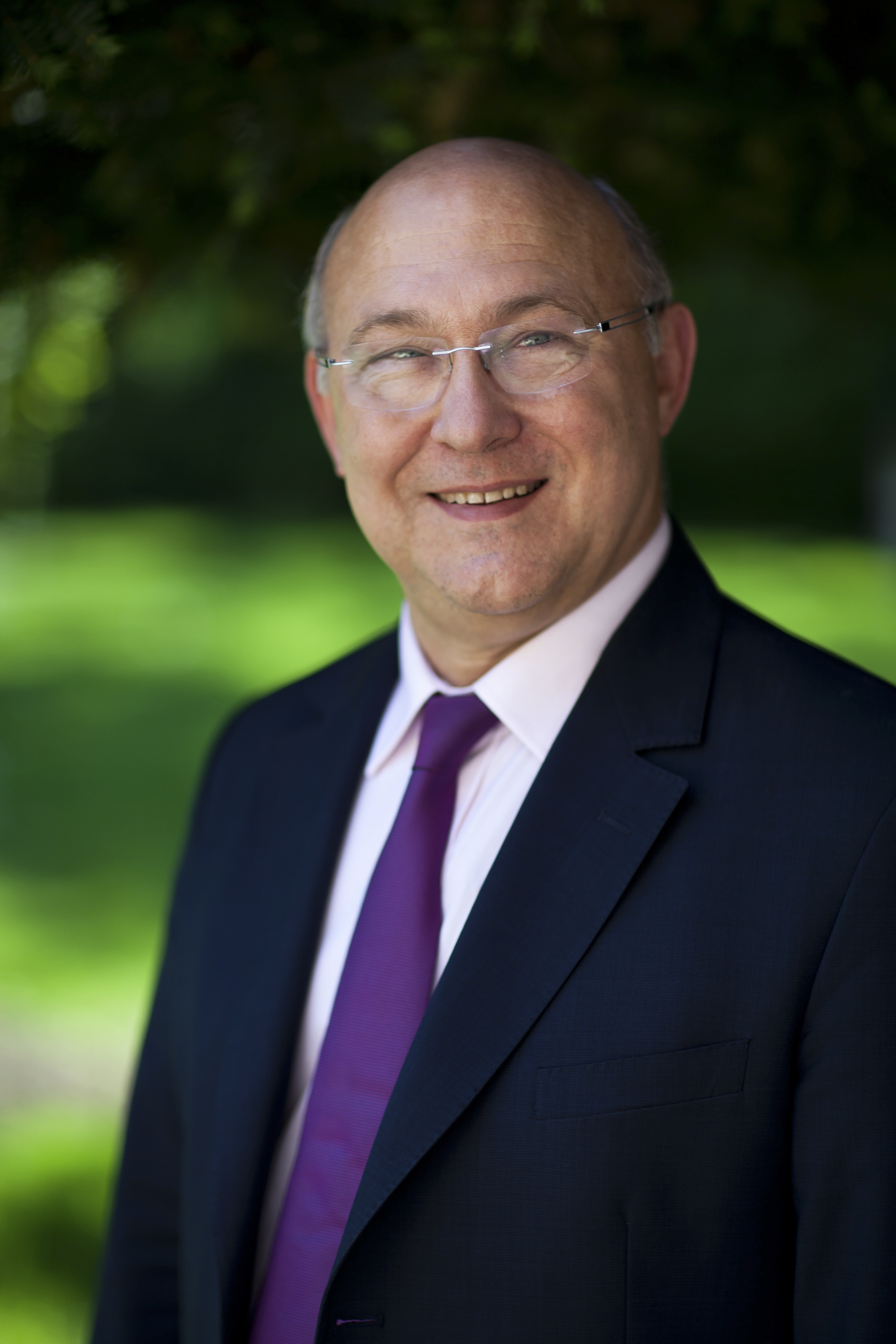
FRA Michel Sapin, Ministro delle finanze
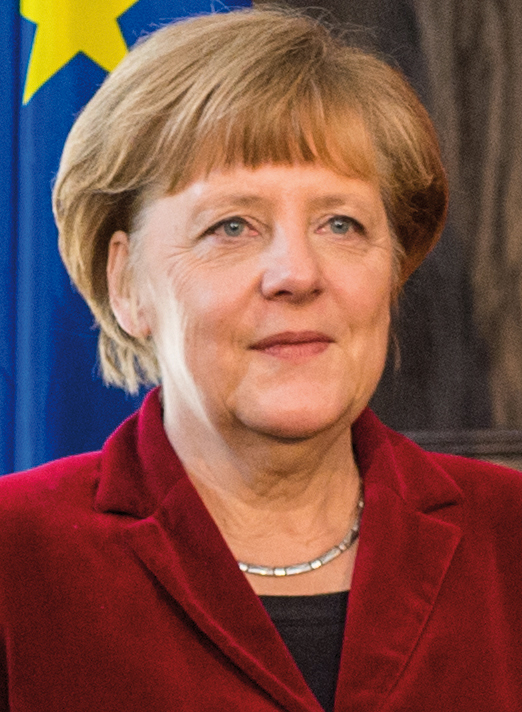
DEU Angela Merkel, Cancelliera
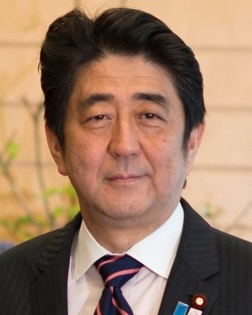
JPN Shinzō Abe, Primo ministro
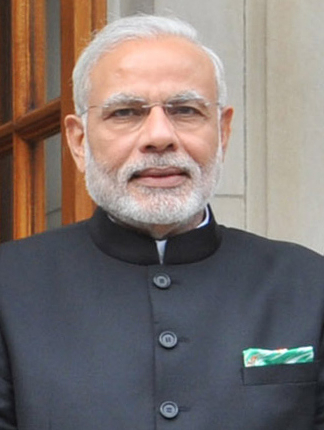
IND Narendra Modi, Primo ministro
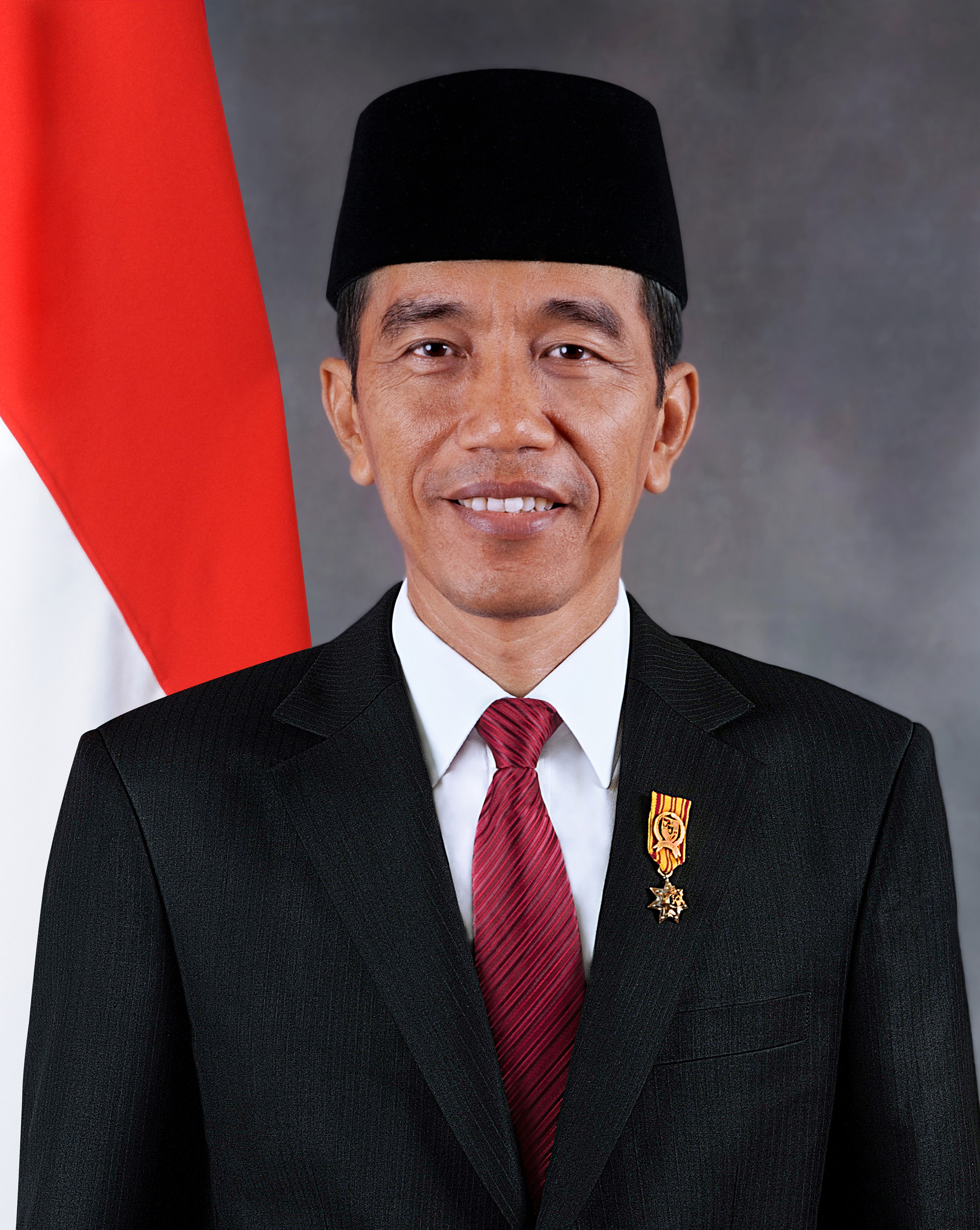
IDN Joko Widodo, Presidente
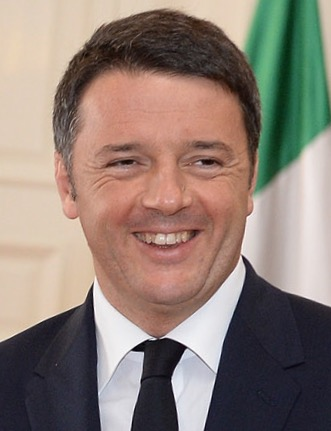
ITA Matteo Renzi, Presidente del Consiglio
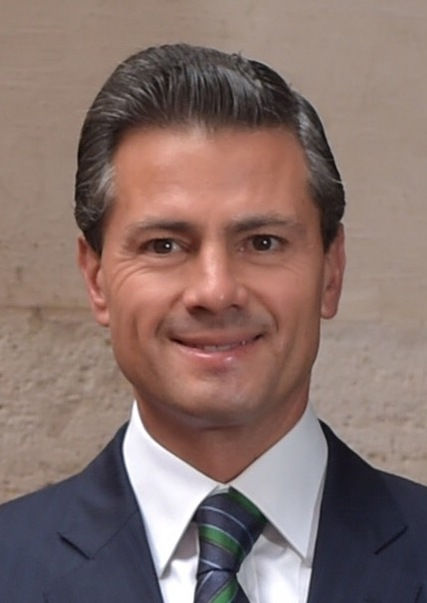
MEX Enrique Peña Nieto, Presidente
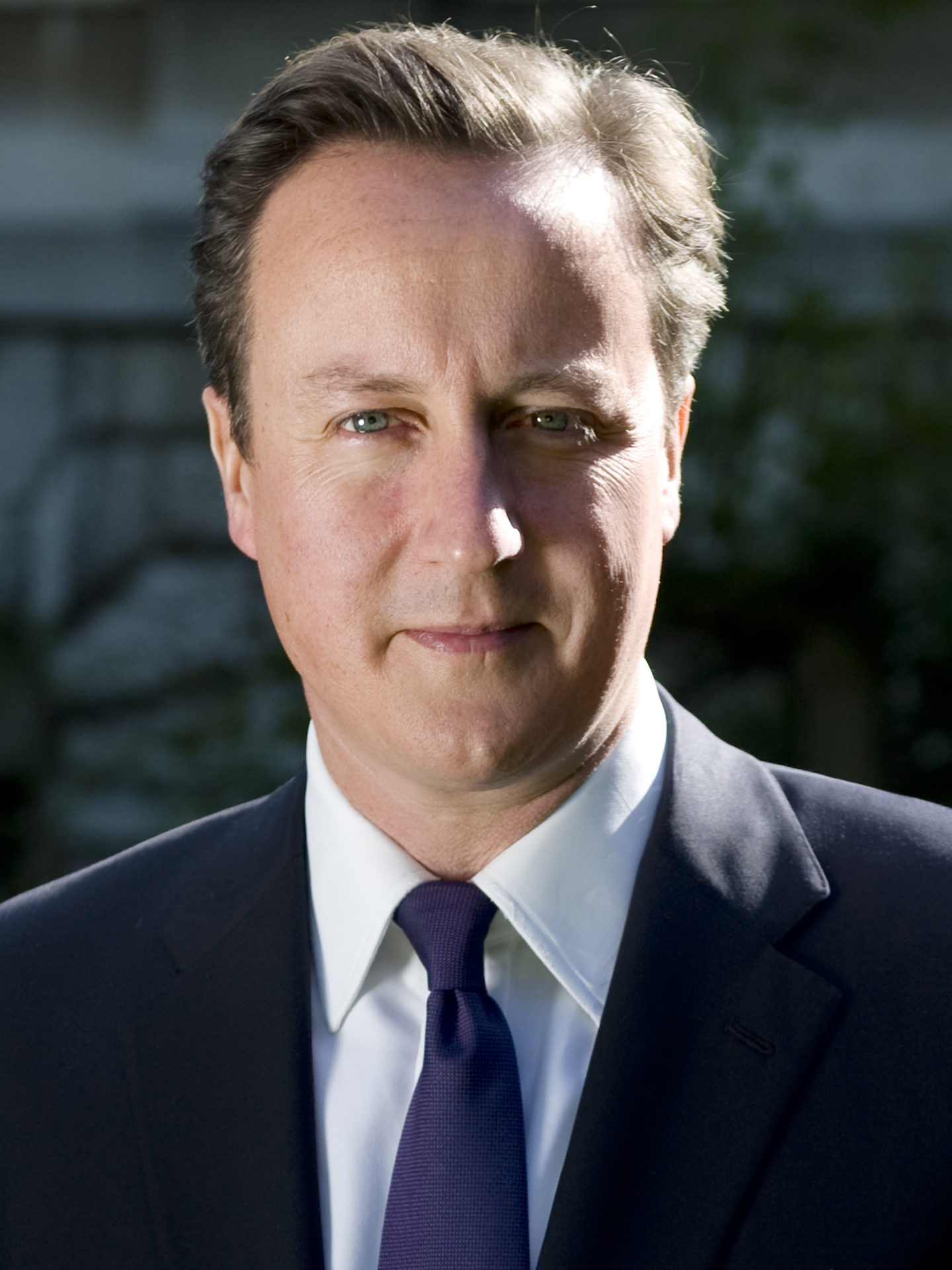
GBR David Cameron, Primo ministro
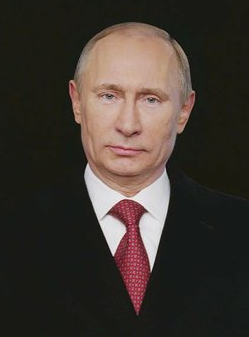
RUS Vladimir Putin, Presidente
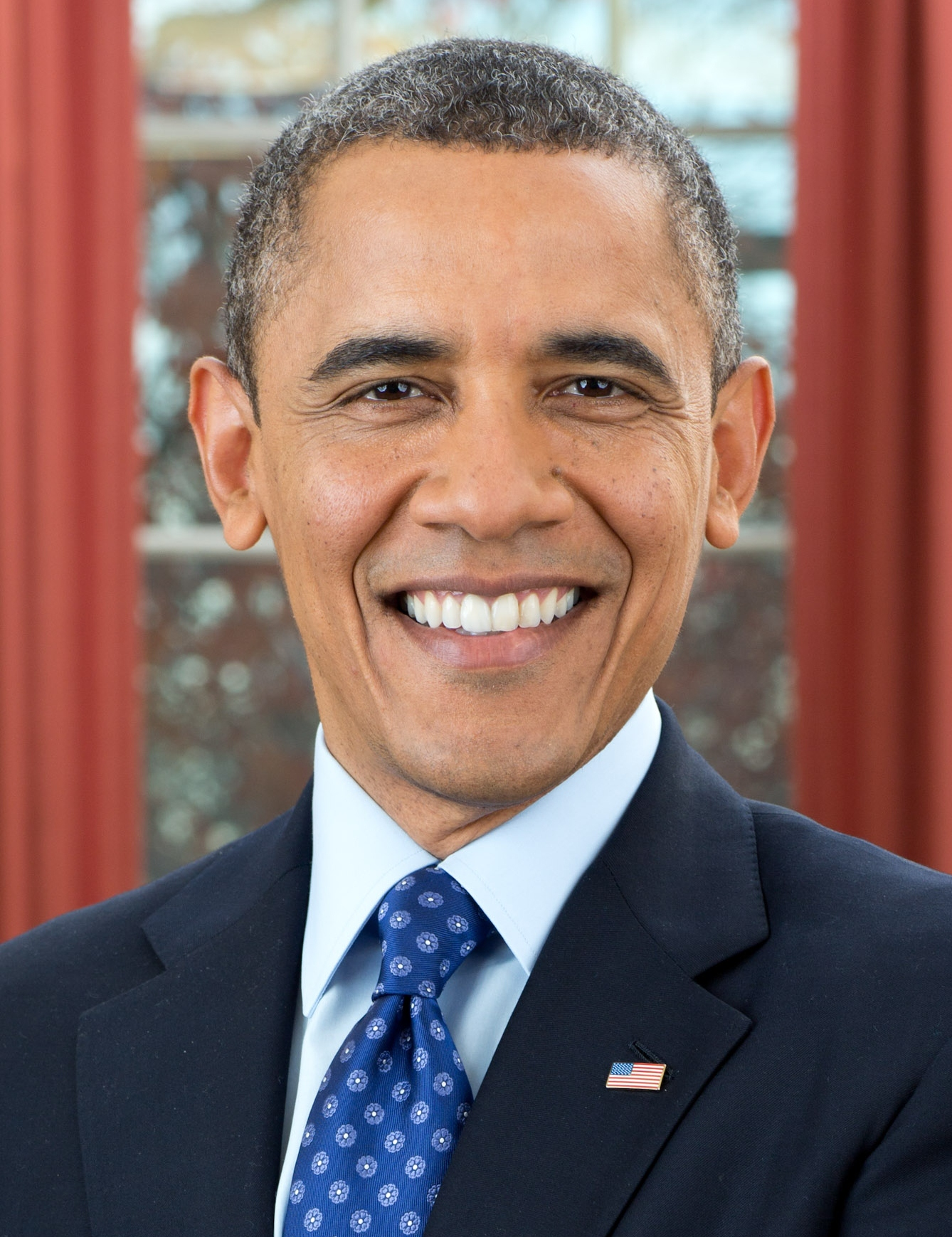
USA Barack Obama, Presidente
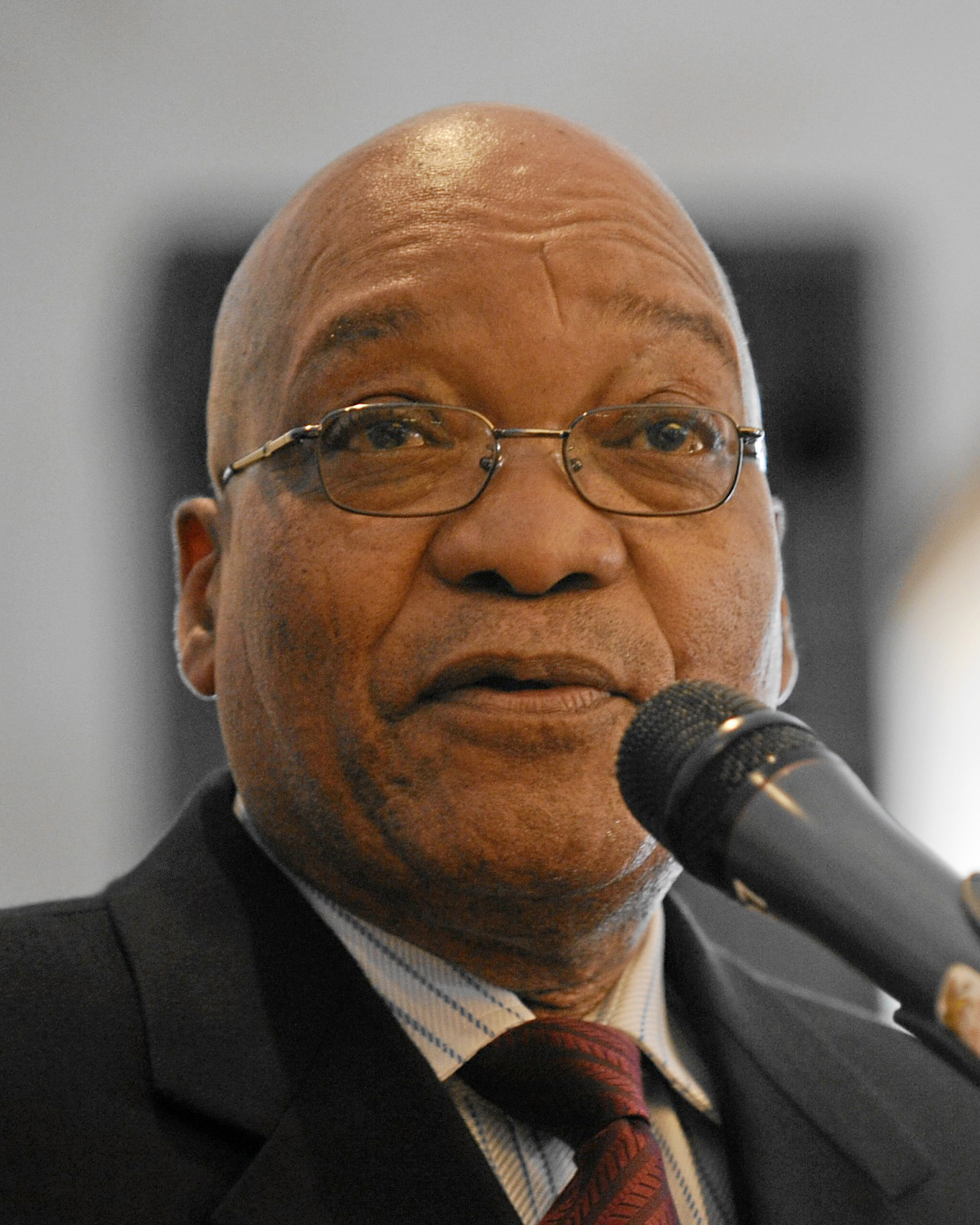
ZAF Jacob Zuma, Presidente
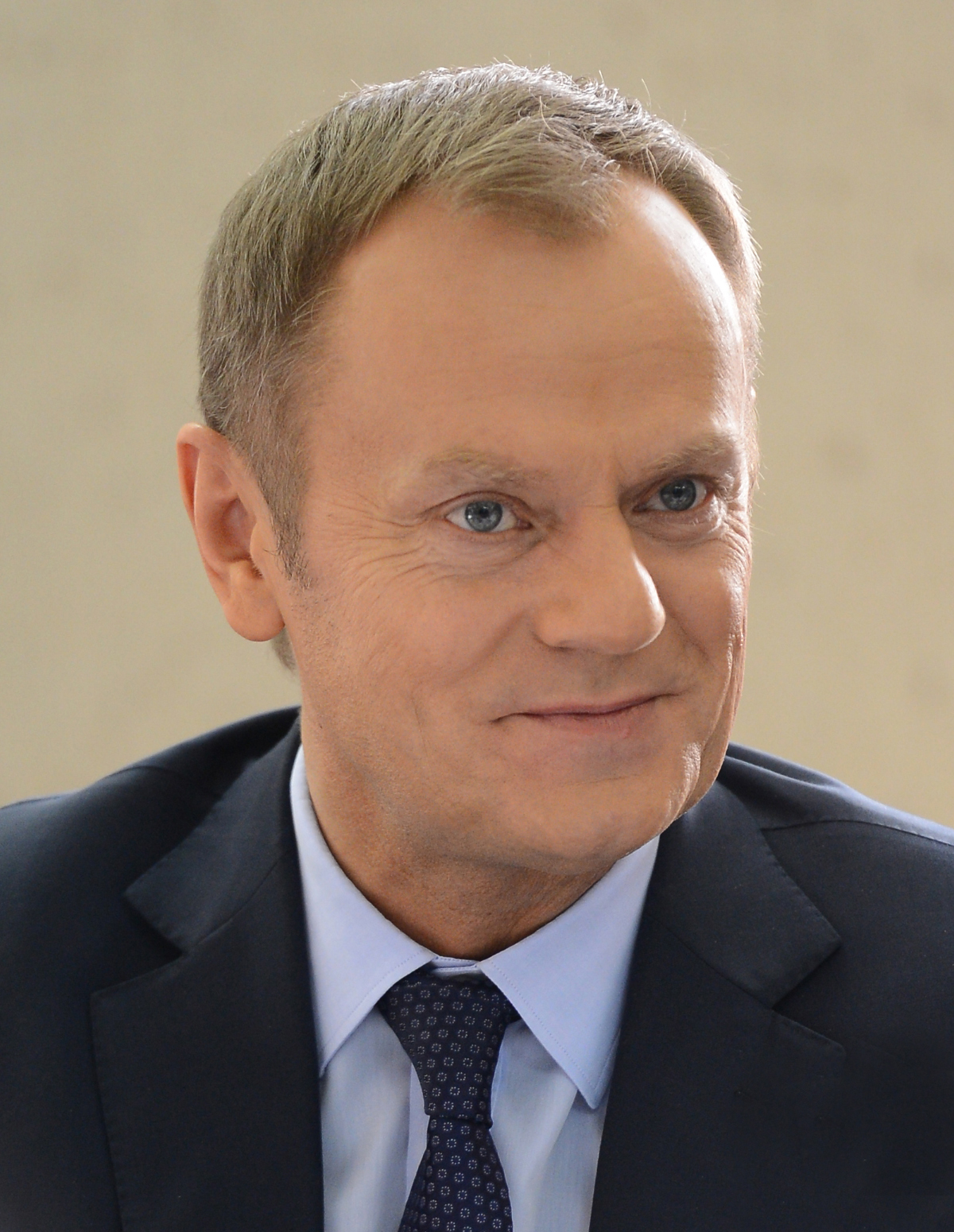
' Donald Tusk, Presidente del Consiglio europeo
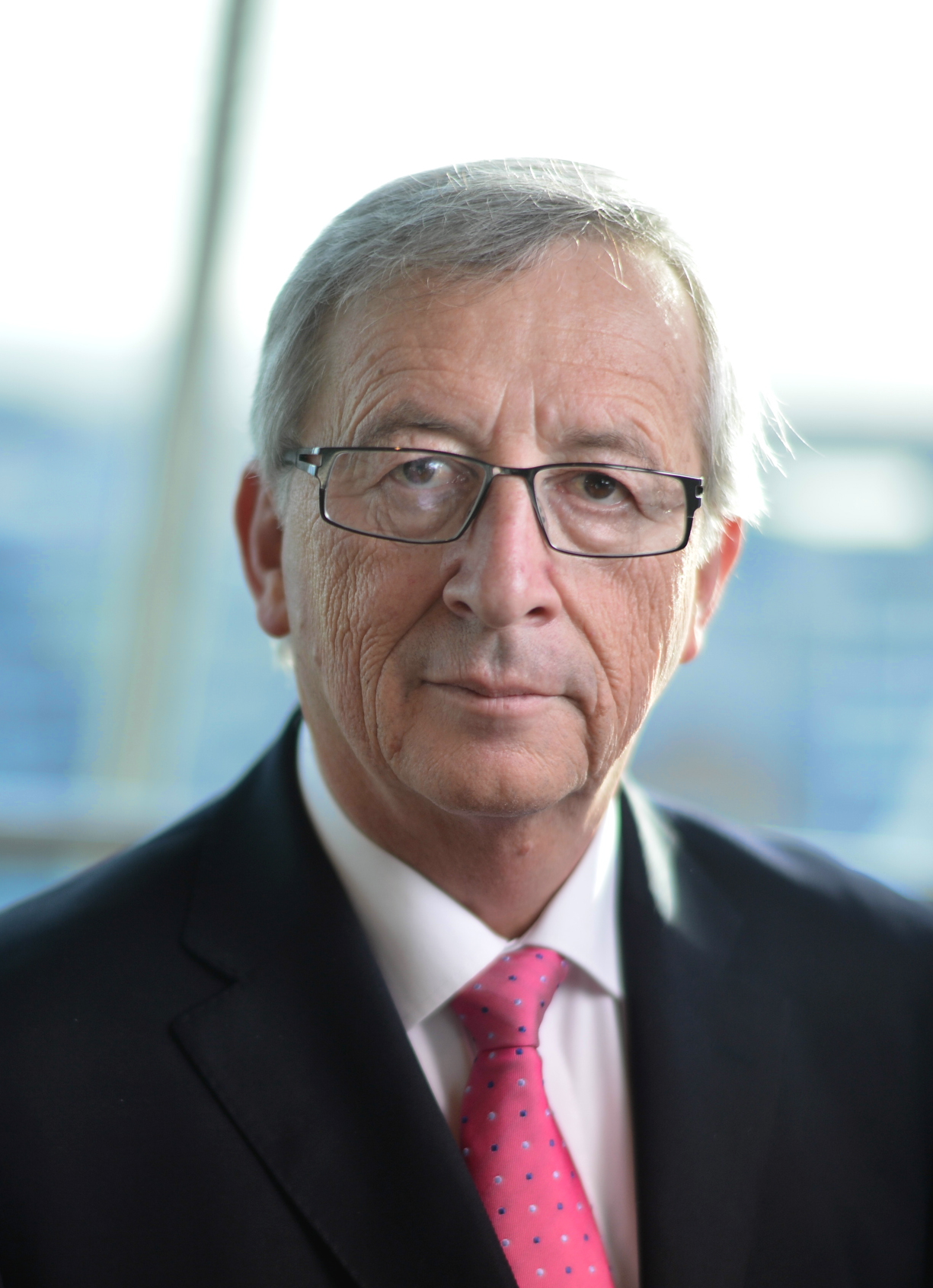
' Jean-Claude Juncker, Presidente della Commissione

- Turchia
Recep Tayyip Erdoğan,
 Presidente
- Arabia Saudita
Salman,
 Re
- Argentina
Axel Kicillof,
 Ministro dell'economia[2]
- Australia
Malcolm Turnbull,
 Primo ministro
- Brasile
Dilma Rousseff,
 Presidente
- Canada
Justin Trudeau,
 Primo ministro
- Cina
Xi Jinping,
 Presidente
- Corea del Sud
Park Geun-hye,
 Presidente
- Francia
Laurent Fabius,
 Ministro degli esteri[3]
- Francia
Michel Sapin,
 Ministro delle finanze[3]
- Germania
Angela Merkel,
 Cancelliera
- Giappone
Shinzō Abe,
 Primo ministro
- India
Narendra Modi,
 Primo ministro
- Indonesia
Joko Widodo,
 Presidente
- Italia
Matteo Renzi,
 Presidente del Consiglio
- Messico
Enrique Peña Nieto,
 Presidente
- Regno Unito
David Cameron,
 Primo ministro
- Russia
Vladimir Putin,
 Presidente
- Stati Uniti
Barack Obama,
 Presidente
- Sudafrica
Jacob Zuma,
 Presidente
- Unione europea
Donald Tusk,
 Presidente del Consiglio europeo
- Unione europea
Jean-Claude Juncker,
 Presidente della Commissione

### Leader invitati

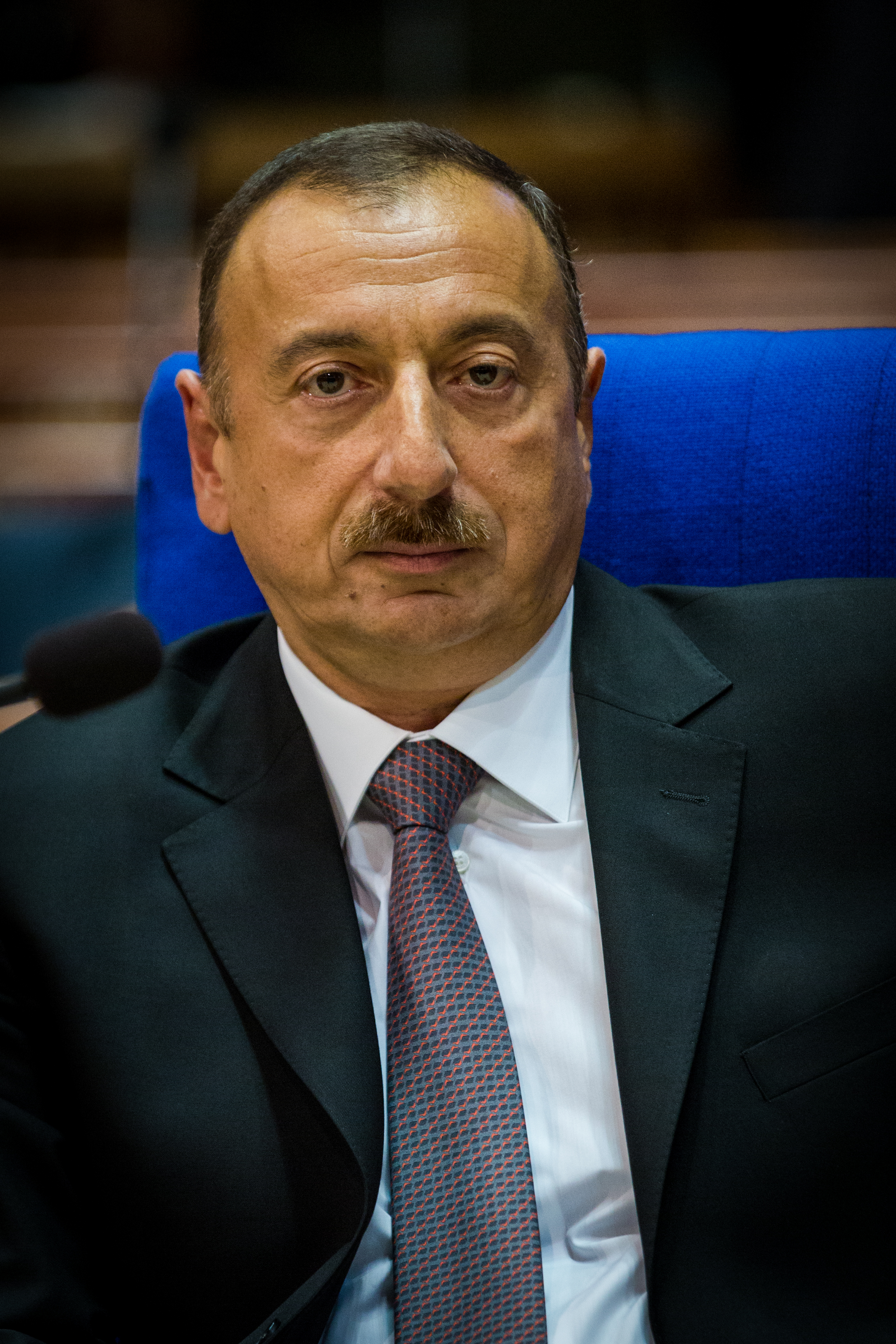
AZE Ilham Aliyev, Presidente
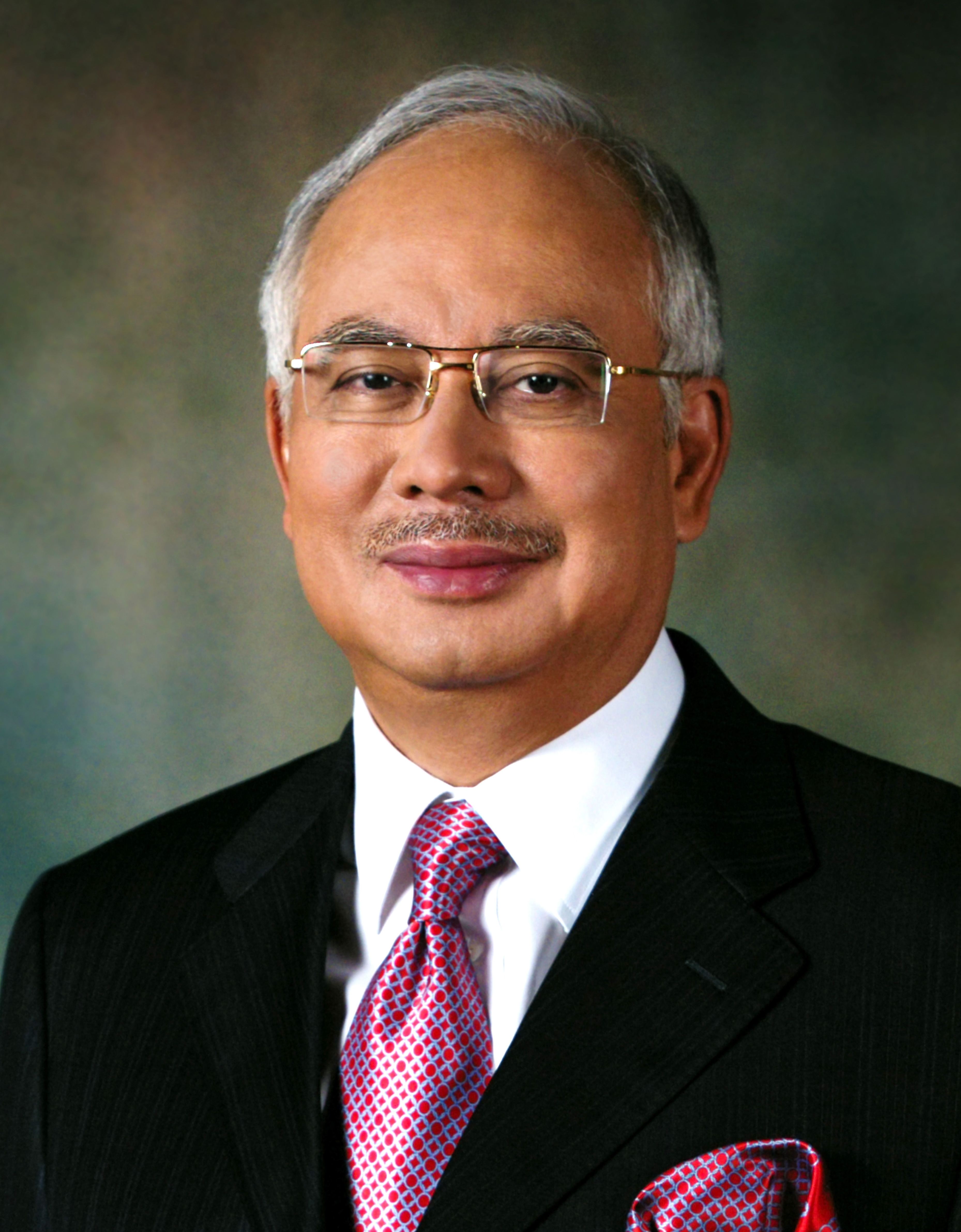
MYS Najib Tun Razak, Primo ministro
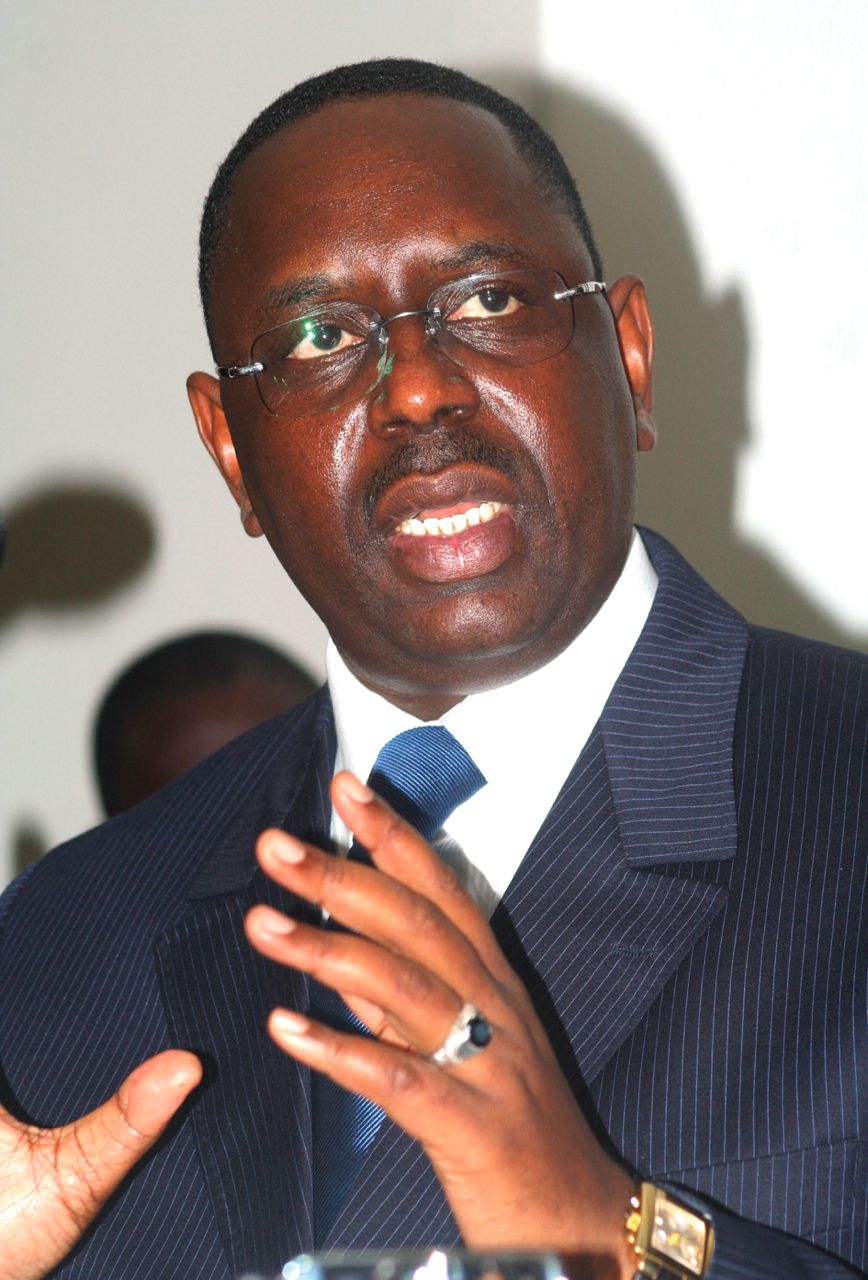
SEN Macky Sall, Presidente
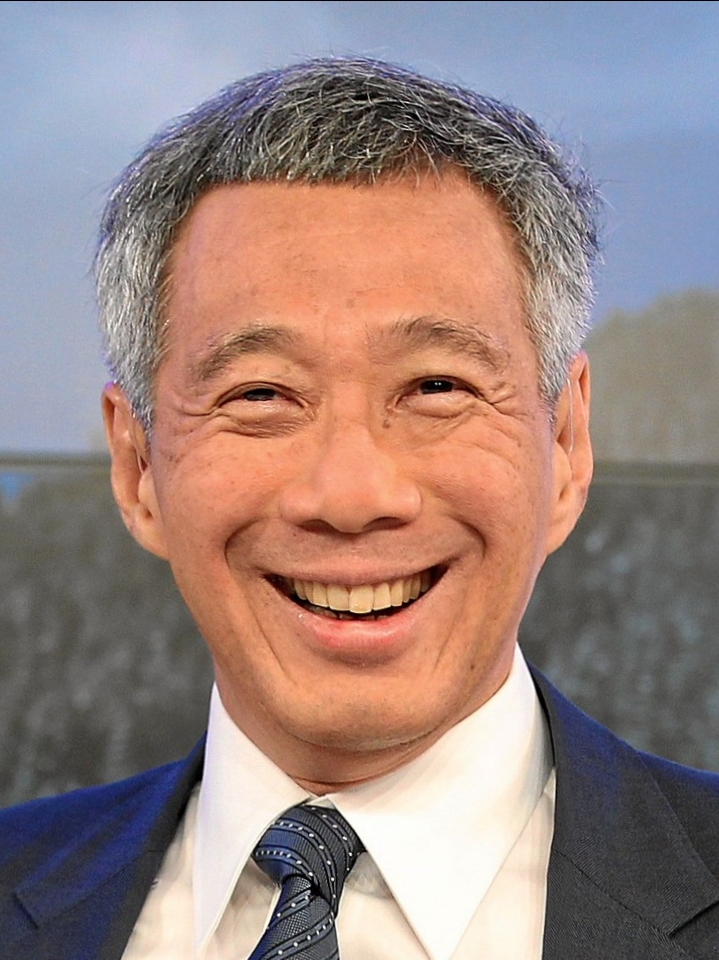
SGP Lee Hsien Loong, Primo ministro
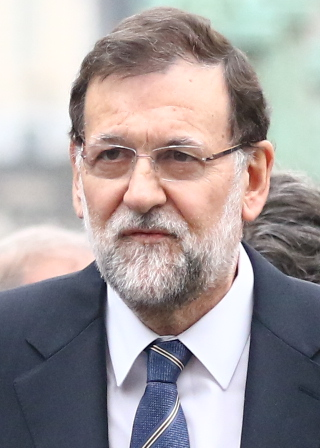
ESP Mariano Rajoy, Presidente del Governo, Ospite permanente
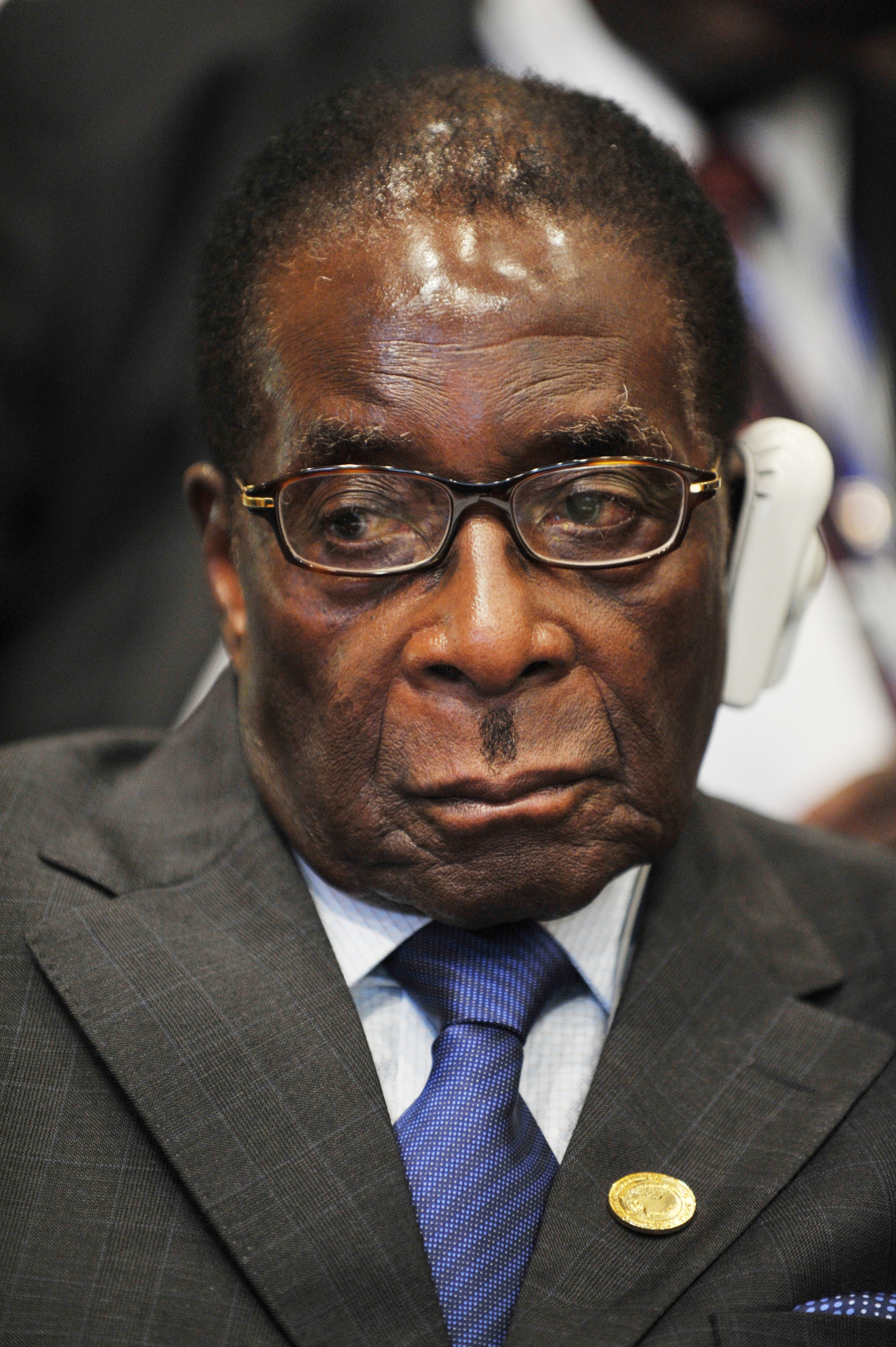
ZWE Robert Mugabe, Presidente

- Azerbaigian
Ilham Aliyev, 
Presidente
- Malaysia
Najib Tun Razak, 
Primo ministro[4]
- Senegal
Macky Sall,
 Presidente[5]
- Singapore
Lee Hsien Loong,
 Primo ministro
- Spagna
Mariano Rajoy,
 Presidente del Governo, Ospite permanente
- Zimbabwe
Robert Mugabe, 
Presidente[6]